# Dudlesz-erdő
Dudlesz-erdő este o arie protejată (arie specială de conservare — SAC, sit de importanță comunitară — SCI) din Ungaria întinsă pe o suprafață de 1.091,88 ha, integral pe uscat.

## Localizare
Centrul sitului Dudlesz-erdő este situat la coordonatele 47°43′50″N 16°34′19″E / 47.7306°N 16.5719°E.

## Înființare
Situl Dudlesz-erdő a fost declarat sit de importanță comunitară în mai 2004 pentru a proteja 1 specie de plante și 8 specii de animale. Situl a fost protejat și ca arie specială de conservare în februarie 2010.

## Biodiversitate
Situată în ecoregiunea panonică, aria protejată conține 6 habitate naturale: Pajiști uscate seminaturale și facies de acoperire cu tufișuri pe substraturi calcaroase (Festuco-Brometalia) (* situri importante pentru orhidee), Pajiști stepice subpanonice, Păduri panonice cu Quercus petraea și Carpinus betulus, Fânețe de joasă altitudine (Alopecurus pratensis, Sanguisorba officinalis), Pajiști panonice carstice (Stipo-Festucetalia pallentis), Păduri panonice-balcanice de stejar turcesc - stejar sesil.
La baza desemnării sitului se află mai multe specii protejate:
- plante (1): sisinei (Pulsatilla grandis)
- mamifere (6): liliac cârn (Barbastella barbastellus), liliac cu urechi mari (Myotis bechsteinii), liliac cărămiziu (Myotis emarginatus), liliac comun (Myotis myotis), liliacul mare cu potcoavă (Rhinolophus ferrumequinum), liliacul mic cu potcoavă (Rhinolophus hipposideros)
- nevertebrate (2): croitorul mare al stejarului (Cerambyx cerdo), rădașcă (Lucanus cervus)

Pe lângă speciile protejate, pe teritoriul sitului au mai fost identificate 6 specii de plante, 2 specii de reptile.